# Jada Toys
Jada Toys is een Amerikaans modelautomerk.
Het bedrijf is in 1999 opgericht door het echtpaar Jack en May Li in City of Industry in de staat Californië.
Men maakt miniatuurauto's van customized cars, ofwel auto's die verlaagd, van een spoiler voorzien en dergelijke zijn. Verschillende trends worden door het bedrijf nauwlettend gevolgd, waardoor Lowriders, Hot Rods enzovoort goed vertegenwoordigd zijn. Het bekendste product is DUB City: auto's met enorme wielen, verlaagd en met geluidsinstallatie (die niet werkt).